# Doucheti (municipalité)

La passe de Datvisjvari à Doucheti. Juillet 2016.

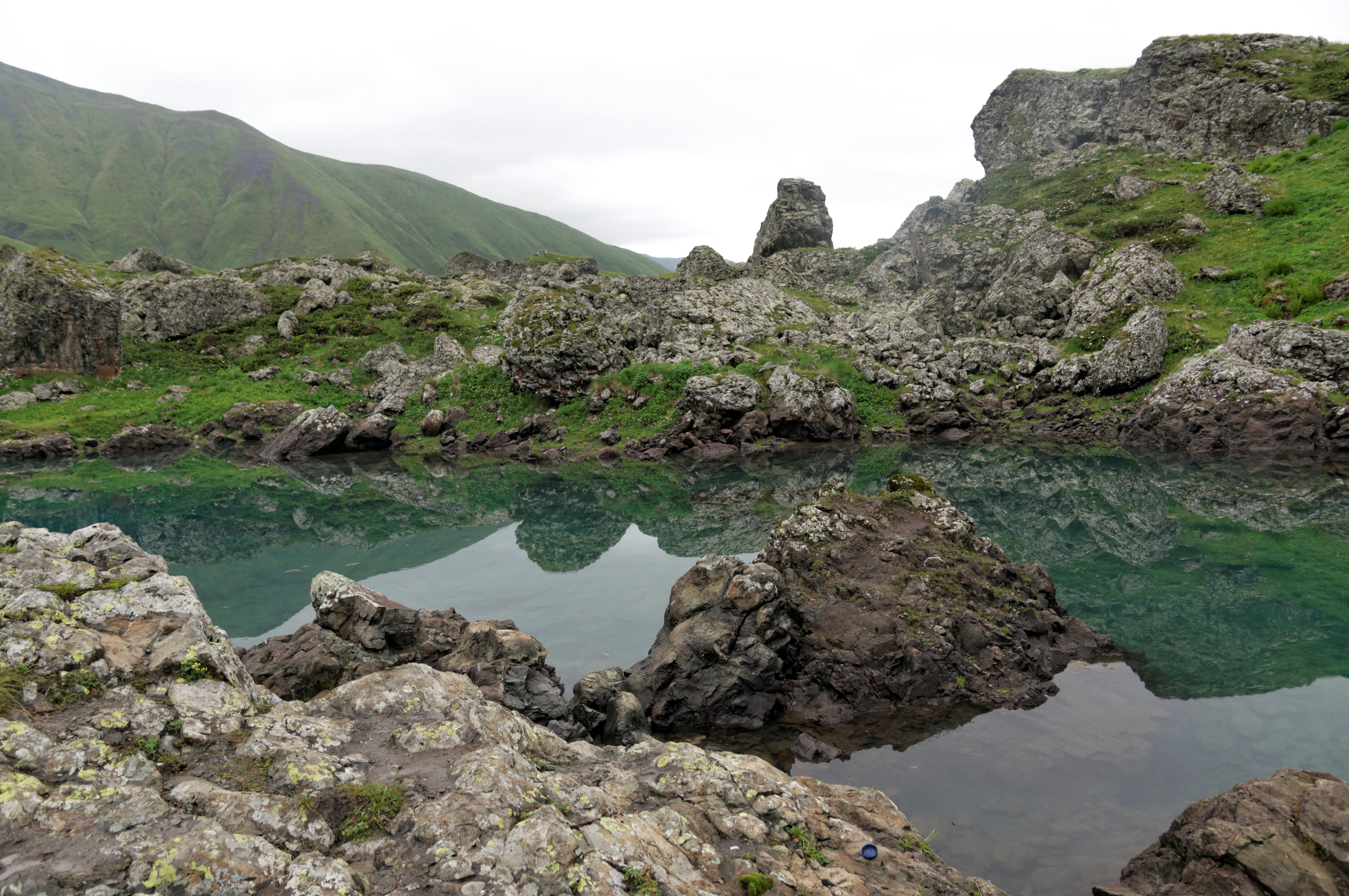
აბუდელაურის ტბა dans le Doucheti. Juin 2014.

La municipalité de Doucheti (en géorgien : დუშეთის მუნიციპალიტეტი) est un district de la région de Mtskheta-Mtianeti en Géorgie, dont la ville principale est Doucheti. Au recensement de 2014, il comptait 25 659 habitants.